# Iva Slonjšak
Iva Slonjšak (Zagreb, 16. travnja 1997.) je hrvatska košarkašica. Članica je slovenskog Athlete iz Celja.
Visoka je 183 cm i igra na mjestu krila.
Igrala je za Trešnjevku 2009. Osvajala naslove u kadetskim i juniorskom uzrastu. U seniorskom uzrastu bila je ponajbolja košarkašica Trešnjevke 2009. Jednom igrala finale Kupa Hrvatske “Ružica Meglaj Rimac” (2013/14.). Prošla je sve hrvatske mlađe reprezentativne uzraste. Bila je jedna od glavnih igračica hrvatske ženske kadetske reprezentacije, oko koje je izbornik Dean Nemec na europskom prvenstvu 2012. godine gradio igru . Igrala za Hrvatsku na europskom prvenstvu igračica do 18 godina starosti 2015. godine na kojem je postizala 18,7 koševa, 5,2 skoka i 3 asistencije po utakmici. Na europskom prvenstvu 2014. za igračice do 18 godina postizala je po 11,4 koša, 4,8 skokova i 2,9 asistencija po utakmici Na europskom prvenstvu igračica do 16 godina održanom 2013. godine postizala je po 16,1 koš po utakmici, 6,9 skokova i 4,1 asistenciju po utakmici.